# Leop. Krawinkel
Leop. Krawinkel war ein Unternehmen der Textilindustrie im heutigen Oberbergischen Kreis. Es wurde 1806 in Bergneustadt von Johann Leopold Krawinkel gegründet und 1980 geschlossen. Die Unternehmensführung hatte sich bereits ab 1971 in anderen Tätigkeitsfeldern etabliert.

## Familienunternehmen
Die Familie Krawinkel spielte eine wichtige Rolle bei der textilindustriellen Entwicklung im Oberbergischen. Sie entwickelte Verbindungen über Hamburg hinaus nach London und Manchester, nach Istanbul, über Tsingtau nach Shanghai in China und in Afrika bis nach Kapstadt.
Die Familie Krawinkel stammt ursprünglich aus „Krahwinkel“ südlich von Waldbröl; dort erinnert noch heute die „Krahwinkelstraße“ an die alten Hofbezeichnungen. Die Familie ist nach den Kirchenbüchern von Odenspiel etwa von der Mitte des 16. Jahrhunderts bis zur Mitte des 17. Jahrhunderts im „Eigen von Eckenhagen“ nachgewiesen. Wegen der unsicheren Zeitläufe mit kriegerischen Auseinandersetzungen siedelte die Familie in der zweiten Hälfte des 17. Jahrhunderts in die sichere und befestigte, damals märkische Neustadt über.
Hervorzuheben sind der Johann Leopold Krawinkel als Unternehmensgründer und sein Sohn Moritz Leopold Krawinkel, der die Grundlage zur späteren Größe des Unternehmens schuf.

## Erste Generation: Leopold Krawinkel
Johann Leopold Krawinkel und Regine Köster heirateten am 14. Dezember 1806. Bereits am 15. Dezember 1806 begann die gemeinsame Arbeit, nicht nur für den eigenen Hausstand, sondern auch für den Lebensunterhalt der Eltern und der Geschwister Leopolds. Im kleinen Krawinkel-Haus standen in der Küche nicht nur der Herd und der Esstisch, sondern auch das Spinnrad zum Verspinnen von Wolle, die Haspel für das Zwirnen und ein Wirkstuhl, den der Vater Regines leihweise zur Verfügung gestellt hatte. Dort wurden Strümpfe, Zipfelmützen und Unterjacken gewirkt. Auch ein Bottich zum Walken und hölzerne Formen zum Aufspannen und Trocknen der gewalkten Ware mussten noch Platz finden.
Alle Wirker in Neustadt und Umgebung arbeiteten im Verlagssystem, bei dem Wirkstühle bei den kleinbäuerlichen Heimwirkern in der Nachbarschaft aufgestellt waren. So gelang es auch Leopold und Regine mit ihrer Arbeit das Geschäft aus kleinsten Anfängen zu entwickeln und nach und nach den einen oder anderen Wirkstuhl anzuschaffen und in der Nachbarschaft arbeiten zu lassen.
Die wichtigsten Kunden waren die Gemischtwarengeschäfte, in denen der Bevölkerung nicht nur Saatgut und Geräte, sondern auch Kleidungsstücke angeboten wurden. Die derbe Ware fand Absatz in der Hauptsache im Rheinland und in Westfalen. Neustädter Kinder-, Frauen- und Mannsstrümpfe, Mützen und Kamisole wurden über das Siegerland bis nach Köln, Bonn, Linz und Andernach verkauft.
Die verschiedenen Wirker in Neustadt und Umgebung standen in einem lebhaften Wettbewerb untereinander. Sie halfen sich auch gegenseitig aus, wenn einer einen größeren Auftrag ergatterte, als er ihn im Grunde bewältigen konnte.
Die Zahl der in Neustadt in Betrieb befindlichen Wirkstühle stieg von 40 im Jahre 1818 auf 138 im Jahre 1828.

## Zweite Generation: Moritz Krawinkel
Nach Eintritt des Schwagers Christian Müller in das Geschäft, war es Moritz Leopold Krawinkel als kaufmännischem Leiter möglich, seine Arbeitskraft auf Einkauf und Verkauf zu konzentrieren.
Auf den Verkaufsreisen entdeckte Moritz im Hessischen feinere Wirkstühle und modernisierte seinen Betrieb durch Anschaffung solcher neuen Konstruktionen. Das erste größere Gebäude entstand im Börlhof an der Köln-Olper Straße, ein größeres Fachwerkhaus im bergischen Wohnstil mit Schieferbedachung. 1848, sechs Jahre nach dem Tod von Leopold Krawinkel, erreichte das Geschäft mit Strümpfen aus Wolle einen Höhepunkt. Als dieser vorüber war, bevorzugte die Mode die neu aufgekommenen Strümpfe aus Baumwollgarnen. Moritz behalf sich durch Umstellung seiner Produktion auf Unterjacken und ähnliche Artikel.
Mitte der 1850er Jahre begann die Einführung des französischen Rundstuhls. Etwa 5 Jahre später kaufte Moritz den ersten von Hand betriebenen französischen Rundstuhl. Diese Weiterentwicklung des Rößlestuhls leistete das Zwölffache des Handwirkstuhls und lieferte auch die für die Fertigung praktischere Schlauchware. Bei der Einführung dieser Maschine erlebte Moritz auch den Widerstand seiner Beschäftigten, da diese um ihre Arbeitsplätze fürchteten.
Ein weiterer Aufschwung führte ab 1860 zu einer Erweiterung des Betriebes, und Moritz baute einen dreistöckigen Fachwerkbau. Die Erweiterung der Geschäftsräume gestattete es, die neuen Rundstühle aufzustellen.
Die Walkerei zog in die Bockemühle, die Karoline Vedder aus Rosenthal, die Ehefrau von Moritz, mit in die Ehe gebracht hatte.
Die rasante technische Entwicklung in der Wirkerei und später Strickerei und die Vergrößerung des Geschäftes beanspruchten die finanziellen Mittel der Familie. So war es nicht verwunderlich, dass das Unternehmen erst relativ spät mit einem Engagement auf dem Gebiet der Spinnerei begann.
Als 1865 die Gummersbacher Daniel Heuser und Franz Thiel das Angebot einer Beteiligung an ihrer geplanten Spinnerei in Vollmerhausen mit Ausnutzung der dortigen Wasserkraft an der Agger anboten, konnte sich Moritz zu dieser Beteiligung entschließen. Einige Spinnmaschinen des Mule-Jenny-Typs nahmen ihre Arbeit auf. 1872 ging der Betrieb in das alleinige Eigentum von Leop. Krawinkel über. Wegen gelegentlichen Wassermangels wurde auf Dampfbetrieb umgestellt.
Nach dem Deutsch-Französischen Krieg von 1870/71 erlebte Leop. Krawinkel während der sogenannten Gründerjahre einen Aufschwung.
Während der Jahre 1877/78 kam den Brüdern ein russischer Großauftrag über 10.000 Dutzend Kunstwoll-Hemden und Kunstwoll-Jacken überaus gelegen. Zu dieser Zeit waren 137 Arbeitskräfte angestellt.
Im November 1878 traf das Unternehmen ein schwerer Schlag. Während eines Wechsels der Feuerversicherung von einer Gesellschaft zu einer anderen war die Spinnerei einen Tag lang nicht versichert. Ausgerechnet an diesem Tag brannte die Spinnerei in Vollmerhausen bis auf die Grundmauern ab. Die spätere Krise des Stapelgarns streifte die Spinnerei Krawinkel nur, da sie keine reine Verkaufsspinnerei war, sondern die Garne selbst zu marktgängigen Fertigerzeugnissen verarbeitete. In der Textilindustrie diente die Mule-Jenny aus und Selfaktoren und breite Krempelsätze wurden zu den Hauptarbeitsmaschinen. Ebenso wurden im Fabrikationsprogramm von Bergneustadt andere Artikel bevorzugt.

## Dritte Generation: Hermann Krawinkel, Ferdinand Krawinkel, Bernhard Krawinkel
Nach dem Verlust der Spinnerei an der Agger in Vollmerhausen wurde eine mit dem Wasser des Rospebaches arbeitende kleine Spinnerei in Vollmerhausen erworben. Dieser kleine Betrieb arbeitete nun Tag und Nacht. Außerdem halfen andere Spinnereien im Aggertal aus.
Bernhard Krawinkel hatte nun sein Arbeitsgebiet gefunden. Er zog in das kleine Schieferhaus neben der Rospe-Bach-Spinnerei. So leitete er ab 1878 den Wiederaufbau des dreistöckigen Spinnereigebäudes an der Agger und führte alsdann die Spinnerei über Jahrzehnte. Bernhard Krawinkels Wirken für die Allgemeinheit ist oft besprochen worden.
1879 zog sich Moritz im Alter von 71 Jahren aus dem Geschäft zurück und überließ seinen drei Söhnen das Arbeitsfeld. Er zog nach Hamburg, wo er 1882 mit seiner Ehefrau die goldene Hochzeit feiern konnte. In Hamburg blieb er bis zu seinem Tode 1886.
Hermann, Bernhard und Ferdinand Krawinkel begannen, ein neues Verfahren der Herstellung von Maschenware einzuführen: das Stricken. Die leistungsfähigen Strickmaschinen führten zu einer Erweiterung des Angebots an Oberbekleidung: modische Westen und Pullover für Herren, Damen und Kinder. Anfang der 1880er Jahre wurde die Herstellung von Unterwäsche aufgenommen: Herren-, Damen- und Kinder-Trikotagen. Die Garne konnten in der Spinnerei Vollmerhausen gesponnen werden.
Um die Nachrichtenübermittlung zwischen den Betrieben Bergneustadt und Vollmerhausen zu verbessern, errichtete das Unternehmen 1883 eine eigene Telefonverbindung. Die Elektriker aus Bergneustadt und Vollmerhausen hatten oft bei Wind und Wetter die Leitung zu reparieren, auch während des Zweiten Weltkriegs. Diese eigene Telefonleitung bestand bis Anfang der 1950er Jahre und wurde erst dann durch eine von der Deutschen Bundespost gemietete Standleitung ersetzt.
1884 wurde an der Leihe ein Fabrikbau errichtet, der 1955 durch einen Brand zerstört wurde. Unter anderem durch Errichtung der Fabrik "Auf dem Hammer" im Jahre 1905 und Ausstattung mit den leistungsfähigsten Maschinen, wuchs die Strickerei zu einem beträchtlichen Teil des Geschäfts an. Weitere Entwicklungen in Bergneustadt wie eine modernere Kraftanlage und eine fortschrittliche Beleuchtung durch Ölgas folgten. Im Erdgeschoss des Neubaues standen nun neue Motor-Strickmaschinen. Im ersten Stockwerk die verbesserten Handwirkstühle mitsamt der Näherei und Finselei und im Dachgeschoss die Handstrickmaschinen mit der Grobschneiderei.
Weitere Fortschritte waren die Errichtung von Werkswohnungen ab 1886 um Arbeitskräfte zu gewinnen. Um die Jahrhundertwende hatte Krawinkel 300 Arbeiter und 220 Heimarbeiter.

## Vierte Generation:  Jakob Kaufmann, Adolf Krawinkel, Bernhard Krawinkel
1897 setzten sich Hermann und Ferdinand Krawinkel zur Ruhe und zogen nach Wiesbaden; sie waren nur weiter Gesellschafter. Bernhard Krawinkel blieb persönlich haftender Gesellschafter bis 1929 und war bis zu seinem Tode 1936 Vorsitzender des Beirats.
Die Spinnerei Vollmerhausen wurde 1906 von einem zweiten Großfeuer heimgesucht. Ein Jahr später stand der abgebrannte Teil, auf der Südseite der Köln-Olpener Landstrasse gelegen, wieder. In diesem dreistöckigen Neubau waren im Untergeschoss die Ausrüstung, im ersten Obergeschoss die Spinnerei und im zweiten Obergeschoss die Wirkerei zur Herstellung der Schlauchware für die Trikotagenfertigung untergebracht. Ein zusätzlicher zweistöckiger Neubau (Ohl 1) wurde für die Spinnerei errichtet.
In Bergneustadt wurde ab 1911 ein mehrstöckiger Eisenbetonbau errichtet, in dem später im Untergeschoss die Werkstätten, im Hochparterre und im ersten Stockwerk die Büros und darüber das Lager und die Fertigung untergebracht waren.
Inzwischen wurde die Firma zu „Leop. Krawinkel“ abgeändert. Alle persönlich haftenden Gesellschafter unterschrieben seit dieser Zeit Unternehmenspost und -verträge nicht mit ihrem eigenen Namen, sondern mit „Leop. Krawinkel“.
Das Unternehmen konnte ab 1900 mit einem breiten Warensortiment aufwarten. Die althergebrachten Walkjacken und -hosen, Metzgerjacken, Jagdwesten, Matrosenpullover, gemusterte und glatte Westen, Sweater, und Pullover, gestrickte Anzüge für Knaben, insbesondere Matrosen-Anzüge, wurden durch Unterwäsche-Trikotagen ergänzt. In großer Zahl wurden sogenannte „Normalhemden“ gefertigt, aus Baumwolle mit einem „Stich“ dunkelbrauner Wolle gemischtem Garn, das in Vollmerhausen bis 1962 gesponnen wurde.
Um die vergrößerte Fertigungskapazität auszulasten, bemühte sich das Unternehmen den Großhandel, große Kaufhäuser und Einkaufsverbände als Kunden zu gewinnen. Die Inhaber gewannen Vertreter von Köln bis Königsberg, von Hamburg bis München. Exporte gingen nach Großbritannien, nach Istanbul, nach Beirut, Damaskus und Alexandrien und nach Ostasien. Die persönlich haftenden Gesellschafter Bernhard Krawinkel, Jakob Kaufmann und Adolf Krawinkel reisten viel, um Kontakt zu den Kunden zu pflegen. Sie fanden in dem Prokuristen Timmerbeil Unterstützung.
Reinhard Kaufmann trat 1914 als Nachfolger seines Vaters Jakob Kaufmann bei Leop. Krawinkel ein. Er leistete ab August 1914 bis November 1918 während des Ersten Weltkriegs seinen Dienst als Leutnant der Reserve. Im Januar 1919 verließ er das Unternehmen und erwarb das kleine Rittergut „Sagschütz“ im Kreise Neumarkt in Schlesien.
Die Inflation der 1920er Jahre und die Tatsache, dass deutsche Waren im Ausland nicht mehr gefragt waren, bereiteten dem Unternehmen große Schwierigkeiten.

## Fünfte Generation: Reinhard Kaufmann, Herbert Stussig, Hans Gert Krawinkel, Kurt Krawinkel, Friedhelm Krawinkel, Adolf Krawinkel
1921 trat Reinhard Kaufmann wieder als Gesellschafter in die Offene Handelsgesellschaft ein. Als Nachfolger von Bernhard Krawinkel leitete er die Spinnerei in Vollmerhausen.
Nach Beendigung der Inflation belebte sich das Exportgeschäft wieder. Länder, die vor dem Krieg zu den wichtigsten Märkten gehörten, konnten nicht mehr beliefert werden. Andere Länder hatten diese Märkte gewonnen. In einigen Ländern war eine eigene Textilindustrie aufgebaut worden. Russland und das Baltikum fielen aus.
Um eine Wiederbelebung des China-Geschäfts bemühten sich Adolf Krawinkel und Reinhard Kaufmann durch Reisen in den Jahren 1926 und 1928. Über einige Anfangserfolge kam man nicht hinaus. Großbritannien, die Niederlande, Dänemark und die Schweiz waren einige Jahre lang dazu bereit, deutsche Textilwaren abzunehmen.
In Großbritannien gab es Interesse für Bergneustädter Erzeugnisse, aber eine Vereinbarung von Ottawa zum Schutz des Commonwealth beendete die Bemühungen.
Die Spinnerei konnte Strickgarne in die Niederlande, nach Dänemark und die Türkei liefern. Webgarne gingen in den Tilburger Bezirk in den Niederlanden und nach Jugoslawien.
Die 1929 einsetzende Weltwirtschaftskrise zwang das Unternehmen erneut zur Umstellung auf den Käufergeschmack, und so wandelte sich die Mode von Trikotagen in Woll- und Baumwollmischgeweben zur Verarbeitung reiner oder gebleichter Baumwolle. Wollene Handstrickgarne in vielen Farben waren das erste Bemühen für die neue Mode. Bedeutungsvoller wurde die Fertigung hochwertiger Webgarne aber für modische Herren- und Damenstoffe. So kamen zu den Strumpfstrickereien und Strickwarenherstellern auch einige Wollwebereien hinzu.
Die guten Jahre für Stapelstrickware fand ihr Ende und ging über zu Sportbekleidung und modischer Kinderkleidung. Um die Wirkerei Vollmerhausen und die Strickgarnabteilung der Spinnerei Vollmerhausen unter Leitung des Prokuristen Hugo Leber besser auszunutzen, bemühte sich das Unternehmen, Kleiderstoffe für die Herstellung von modischen Damenkleidern aus Wollgarnen zu entwickeln. Die Devisenbewirtschaftung und die einsetzende Zentralverwaltungswirtschaft des Dritten Reichs machten die Beschaffung der erforderlichen feinen Wollen immer schwieriger und schließlich unmöglich. So kam Vollmerhausen über anfängliche Erfolge bei Konfektionären (Hersteller von Damenkleidern) nicht hinaus. Die Einführung der Marke „LEKRA-Stoffe“ stieß zudem nicht überall auf Zustimmung, weil Konkurrenten aus dem Aggertal dieses Wort spöttisch zu „LEPRA-Stoffen“ abwandelte. Zudem waren die Kleiderfabriken um diese Zeit personell und maschinell noch nicht auf die Verarbeitung der elastischen Wirkstoffe eingerichtet. Erst nach dem Zweiten Weltkrieg erlebte diese Ware und der Bezeichnung Jersey eine lange Jahre anhaltende Blüte. Einen breiteren Markt erschloss sich die Trikotagenwirkerei mit den durch Hinzukauf von Baumwoll-, Mako- und Mischgarnen entwickelten neuen Qualitäten.
Die Technologie hatte sich in den letzten hundert Jahren von Wirkstühlen zu Rundstühlen, Strickmaschinen und Nähmaschinen entwickelt. Die Krawinkel-Betriebe waren den Weg ähnlicher Unternehmen gegangen, der von der Manufaktur zur Fabrik und schließlich zum Großbetrieb führte. Für das Stammwerk Bergneustadt liefen schließlich viele Hundert Rundwirkstühle zur Verarbeitung der eigenen Trikotagengarne.
Am 21. März 1927 nahm in Büschergrund bei Freudenberg ein dritter Betrieb die Arbeit als Näherei zum Besetzen von Trikotagen auf, in einem eigens errichteten Gebäude. Ein Jahr jünger als dieser Nähereibetrieb ist der 1928 entstandene erste Teil des heutigen fünfgeschossigen Fabrikgebäudes an der Dörspe mit dem Garnlager im Keller des Hauses, der Flachsstrickerei im ersten Obergeschoss und der Rundstrickerei im zweiten Obergeschoss. Die Näherei wurde in das dritte Obergeschoss verlegt und die Zuschneiderei war von da an im vierten Obergeschoss untergebracht. Die Wirkerei lag bis Ende der 1950er Jahre in Vollmerhausen.
Mitte der 1920er Jahre begann Leop. Krawinkel die erste Diversifizierung: die Investition in Basalt-Steinbrüche im Westerwald mit dem Zweck eines konjunkturellen und saisonalen Ausgleichs. Dieses Engagement überstieg von 1928 bis 1929 die finanzielle Leistungsfähigkeit des Unternehmens. Fast wäre es 1929 zu einem Zusammenbruch gekommen, hätten nicht einflussreiche gute Freunde die Banken zum Stillhalten bewegt. Die hohen Kredite konnten bis 1939 zurückgezahlt werden. In dieser Zeit standen Albert Vögler, Heinrich Dinkelbach und bis zu dessen frühem Tod Karl Eichholz, Jurist und Bankdirektor, als Mitglieder des Beirats beratend zur Seite. Nachfolger von Karl Eichholz im Beirat wurde auf Vorschlag von Vögler Hermann Linneman, Vorstandsmitglied der Deutsche Rhodiaceta AG in Freiburg im Breisgau.
Bernhard Krawinkel schied 1930 als persönlich haftender Gesellschafter aus den Unternehmen aus und übernahm den Vorsitz des Unternehmensbeirats. Er starb im Dezember 1936.
In den 1930er Jahren gelang es, den aus Aachen stammenden Gerhard Quadflieg (* 1900) zu engagieren, einen ausgewiesenen Fachmann auf dem Gebiet der Herstellung von Webgarnen mit technologischen Kenntnissen auf den Gebieten der Weberei und der nachfolgenden Ausrüstung. Auch war er mit den großen Webereien des Raums Aachen / Mönchengladbach / Rheydt / Krefeld bekannt. Er übernahm die Leitung der neu eingerichteten Webgarn-Abteilung der Spinnerei Vollmerhausen und erhielt Gesamtprokura. So wurde die Fertigung hochwertiger Webgarne für modische Herren- und Damenstoffe, Straßenanzüge und Kostüme, für Mäntel, Ulster und schwere Paletots, aber auch für Schals, Baskenmützen, Wolldecken und technische Gewebe zu einem wichtigen Pfeiler des Betriebes Vollmerhausen. Die Aufrüstung unter der nationalsozialistischen Regierung bewirkte eine Konjunktur in Garnen für Uniformtuche und Militärdecken, so dass die Webgarnabteilung innerhalb weniger Jahre den größeren Teil der Kapazität von Vollmerhausen belegte.
Hugo Leber (* 1900 in Vollmerhausen) erwarb ebenfalls große Verdienste um das Unternehmen. Er trat 1914 als Lehrling ein und arbeitete sich Schritt für Schritt bis zum Spinnereileiter mit Gesamtprokura empor, im Jahr 1939 feierte man sein 25-jähriges Dienstjubiläum.
1938 traten die beiden ältesten Söhne von Adolf Krawinkel, Hans Gerd Krawinkel und Kurt Krawinkel in die Gesellschaft ein. Nachdem Hans Gerd Krawinkel 1940 gefallen war, wurde 1941 Friedhelm Krawinkel zum persönlich haftenden Gesellschafter.
Während des Zweiten Weltkriegs arbeitete der Betrieb Bergneustadt in beschränktem Umfang unter großen Schwierigkeiten weiter; allerdings mussten Räume auswärtigen Betrieben zur Verfügung gestellt werden. Auch die Spinnerei Vollmerhausen arbeitete für den militärischen Bedarf und erzeugte Garne für Uniformtuche und Decken und zur Herstellung von Fallschirmgurten. Auch in Vollmerhausen zogen Betriebe aus Köln ein, außerdem auch das Wehrersatzamt Aachen.
Am 22. März 1945 wurden die Bauten der Spinnerei in Vollmerhausen auf der Ohlerseite durch einen Tiefflieger-Angriff zerstört; lediglich die alten Fertigungs-Gebäude auf der Aggerseite blieben erhalten.
Mitte der 1950er Jahre gab es den zweiten Schritt einer Diversifizierung. Das Unternehmen engagierte sich bei der Ford-Vertretung in Bergneustadt und gründete die Friedrich Wilhelm Weil KG mit Kurt Krawinkel und Gerhard Kaufmann als persönlich haftenden Gesellschaftern.
Anfang der 1960er Jahre gründete das Unternehmen unter Federführung von Herbert Stussig das Kunststoffwerk Müller & Co., zunächst in Vollmerhausen. Nach dem Ausscheiden des Gründungs-Mitgesellschafters Müller wurde der Betrieb um die Mitte der 1960er Jahre nach Bergneustadt verlegt; persönlich haftende Gesellschafter waren Kurt Krawinkel und Herbert Stussig. Die Geschäftsleitung oblag dem bewährten Prokuristen Walter Menn.
Das Werk Bergneustadt war im Krieg fast unversehrt geblieben. Nach und nach wurden neuen Maschinen beschafft. Moderne Spezialmaschinen wie Näh- und Kettelmaschinen, Motorzuschneidemaschinen und schnelle Knopfloch- und Knopfnähmaschinen hielten Einzug in die Fabrik.
Das Werk Vollmerhausen produzierte wieder ab Mitte 1945 mit einem Selfaktor, bis Ende des Jahres mit acht Selfaktoren und einer Ringspinnmaschine. Da die Kapazität nicht ausreichte, wurde bis zum Herbst 1946 der Rohbau einer ersten neuen Spinnerei auf der Ohlerseite begonnen. Mit zehn Dreikrempelsätzen, zwölf Wagenspinnern und einer Ringspinnmaschine konnte dieses Werksgebäude Ohl 1 1947 in Betrieb genommen werden. Weitere und größere Fortschritte stellten sich dann nach der Währungsreform ein. In den 1950er Jahren wurde ein weiteres Spinnereigebäude mit zehn Dreikrempelsätzen und 13 Feinspinnmaschinen auf der Ohlerseite (Ohl 4) aufgebaut. Im 150. Jubiläumsjahr, 1956, stellte die Spinnerei Vollmerhausen wieder Verkaufsgarne, unter anderem Neuheiten- und Phantasiegarne für dekorative Effekte, für zahlreiche Großabnehmer her. Die Produktion des Werks stieg von 112.000 kg 1945 auf 516.000 kg und 1952 auf 1.200.000 kg Garn pro Jahr an.

## Sechste Generation: Gerhard Kaufmann und Karl Adolf Krawinkel
Die Erzeugung des Spinnereibetriebs Vollmerhausen endete am 30. September 1962.
Zum 1. Juli 1962 nahm die ASA Kontinentale Wollspinnereien GmbH im rheinischen Stolberg ihre Tätigkeit auf. Gesellschafter waren die Aktien-Spinnerei Aachen in Stolberg und Leop. Krawinkel. Gerhard Kaufmann ging für Krawinkel als Geschäftsführer nach Stolberg.
In den 1960er Jahren erwarb Leop. Krawinkel von der Strickwarenfabrik Haas in Rebbelroth den Betrieb Kufstein/Tirol, Österreich und gründete die „Strickwarenfabrik Krawinkel KG“ in Kufstein. Es ging um einen Fuß in der sich damals entwickelnden EFTA und um Möglichkeiten, in die UdSSR zu exportieren.
Komplementäre waren Kurt Krawinkel und Gerhard Kaufmann. Ein wichtiger Kunde war die ANBA Sportmode Vorsteher KG in Wien, der damals die Österreichische Skiläufer-National-Mannschaft mit Anoraks und Pullover ausrüstete und den Export auf den nordamerikanischen Markt organisierte.
Nachdem die „ANBA Sportmode Vorsteher KG“ in Schwierigkeiten geraten war, kam es kurzzeitig zu Pullover-Geschäften mit dem Skihersteller „Kneissl“ in Kufstein. Doch auch dieser Kunde geriet in Schwierigkeiten und so endete das Geschäft mit diesem Kunden. In den darauf folgenden Zeiten fand das Pullover-Geschäft mit dem Jagdausrüster Kettler in Köln und mit dem Jagdausrüster Kind in Hunstig bei Dieringhausen statt.
Das Engagement in Kufstein wurde jedoch in den 1980er Jahren an den Geschäftsführer Walter Votteler veräußert.

## Siebte Generation: Max Ferdinand Krawinkel
In der siebten Generation wird das Unternehmen Leop. Krawinkel von Max Ferdinand Krawinkel als alleiniger Geschäftsführer geleitet. Die Leop. Krawinkel betreibt neben der Forstwirtschaft und der Vermietung- und Verpachtung von Gewerbe- und Privatimmobilien vor allem die folgenden Aktivitäten in ihren Tochtergesellschaften:
- Bis 2020: FORD WEIL GmbH Co.KG: Verkauf von Neu- und Gebrauchtfahrzeugen, vor allem der Marke FORD, mit 3 Standorten sowie den entsprechenden Werkstattleistungen
- PWM GmbH Co. KG und PWM Inc.: Entwicklung Herstellung und Vertrieb von elektronischen Preisanzeigen, vor allem im Tankstellenbereich, und elektronischen LED-Nachrichtentafeln, dem PWM profitboard.